# Marabá (Rodolfo Amoedo)
Marabá é uma das principais obras do pintor brasileiro Rodolfo Amoedo. Trata-se de uma pintura feita em óleo sobre tela e possui 151,5 cm de altura por 200,5 cm de largura. Junto à obra O Último Tamoio, ela está entre as produções mais importantes do pintor.
Foi em Paris, no ano de 1882, que o Rodolfo Amoedo produziu Marabá. A grande inspiração para ele teria sido o poema homônimo de Gonçalves Dias, publicado no ano de 1851 na obra Últimos Cantos, que conta a história de uma mestiça triste e sozinha que não encontrou seu lugar no mundo e que é rejeitada pelos índios da tribo por se assemelhar mais ao homem branco do que aos povos nativos.
Atualmente a pintura se encontra no Museu Nacional de Belas Artes do Rio de Janeiro e é considerada uma obra que valoriza a história, os personagens e motivos nacionais, embora continue tendo ligações com valores tradicionais da arte ocidental.

## Descrição
O elemento principal da pintura é a uma mulher mestiça nua localizada no centro da tela. Ela está iluminada por um único foco de luz e rodeada por elementos com baixa luminosidade em um ambiente natural que se assemelha a uma clareira.
Deitada na relva como se estivesse a lamentar, ela tem sua perna esquerda apoiada sobre a perna direita, ambas dobradas. Seu tom de pele é claro e seus olhos e cabelos são castanhos. Ambos os cotovelos estão apoiados numa pedra escura tão alta quanto o torso da mulher. O rosto dela, cuja testa está coberta por uma franja, está virado de perfil para o lado esquerdo acompanhado de um olhar contemplativo. Seus lábios parcialmente abertos e o quadril estendido marcam elementos sedutores, visto por alguns críticos como provocadores. Seu abdômen e seios, por sua vez, estão inclinados para frente ao ponto em que sua coluna se curva nesta direção.
A grama onde ela está sentada faz parte de uma passagem natural com baixa luminosidade. Embora os traços da mulher sejam claros e nítidos, os elementos ao seu redor têm pouca visibilidade. Abaixo da pedra na qual ela se apoia, a grama verde cresce mais alta e em tonalidades mais variadas. Ao fundo, na parte superior da obra, não é possível discernir os elementos do ambiente, embora no canto superior direito se destaquem uma árvore de tronco grosso e marrom e, à sua direita e perspectivamente à distância, um morro escuro contrastando com um céu crepuscular.

## Contexto histórico e artístico
O contexto histórico, artístico e literário em que a pintura se insere é conhecido na História da Arte Brasileira como Romantismo e, derivado dele, o Indianismo. Esse período, em seu trecho mais tardio do século XIX, é marcado pela representação dos povos indígenas como guerreiros puros, corajosos e honrados. Seu surgimento se deu após a Academia Imperial de Belas Artes (AIBA), escola da qual Rodolfo Amoedo fazia parte e posteriormente se tornou vice-diretor, decidir enviar artistas brasileiros para a Europa em busca de novas tendências artísticas.
Alguns desses pintores, presenteados com esta oportunidade, começaram a adaptar seu estilo e desenvolveram uma nova forma pictórica, explorando novos temas e se desprendendo parcialmente do formato neoclássico. Um ponto muito forte desse período era o nacionalismo, que no Brasil deu espaço para um pensamento mais diferenciado sobre os povos indígenas, os quais passaram a ser vistos como indivíduos harmoniosamente conectados com a natureza brasileira.
Para pintar Marabá, Rodolfo Amoedo parte de referenciais literários do mesmo período, com ênfase no poema de Gonçalves Dias (1823-1864) que compartilha o mesmo nome. Na obra em questão, Marabá é retratada como uma mulher mestiça que não é aceita nem pelos índios de sua tribo, nem pelos homens brancos. Sua beleza não a faz nem branca o suficiente, nem indígena o suficiente. Devido a isso, ela se encontra perdida no mundo, sem pertencimento.

## Análise
Ao pintar sua obra, seguindo as referências literárias para tal, Amoedo retratou Marabá como uma mulher frustrada amorosamente em meio à natureza. Além do contraste de luminosidade entre o claro e o escuro da obra, evidenciado pelo foco de luz concentrado na personagem e ausente no ambiente que a cerca, é possível se observar outro contraste: o de texturas. A pele delicada da mulher se contrapõe ao objeto em que ela se apoia: uma pedra áspera e rugosa, que reforça sensações de dor e incômodo. Isso pode ser visto como uma alusão ao conflito psicológico que se passa no interior da mente de Marabá, que carrega fortes dores em sua alma devido ao seu conflito de pertencimento.
A vegetação retratada na obra é vista como mundana e genérica, sem muito rigor científico. Servem somente para dar sombra à personagem e para cercá-la do mundo à sua volta, separando-a da realidade. Ademais, o enquadramento passa uma sensação de que a mulher está confinada, presa à opressão que sofre por ser mestiça. O pequeno pedaço de céu que aparece no canto superior direito da tela pode ser interpretado como uma possível tempestade que se aproxima, um céu nebuloso e escuro que serve de prenúncio para a agonia ou o medo.
Marabá, por sua vez, tem seu olhar perdido, não olha para o espectador. Desta forma, o observador não é convidado a adentrar sua alma e seus conflitos internos. Com o olhar mais atento, contudo, é possível notar lágrimas escorrendo de seus olhos, assim como a Marabá do poema de Gonçalves Dias.
Em contrapartida, a pintura de Amoedo se diferencia da personagem descrita no poema de Gonçalves Dias em vários outros aspectos. O poeta romancista a descreve como sendo uma mulher mestiça de olhos azuis e cabelos loiros, enquanto o pintor a caracteriza com olhos castanho-escuros e cabelos castanho-claros. Alguns especialistas afirmam que o motivo para esse desvio teria sido a modelo francesa que posara e servira de inspiração para Amoedo no momento em que ele pintou a obra. Contudo, não há consenso entre os críticos.
Com essa obra, Amoedo acabou por trazer novos significados à figura do índio, que até aquele momento, do Brasil Império do século XIX, era visto como símbolo pátrio e heroico. Nos traços encontrados em O Último Tamoio (1883) e Marabá (1882), é possível identificar características de um “indianismo tardio, sem fôlego esgotado às vésperas da proclamação da República”. Com isso, ele dá aos índios uma nova roupagem, mais ligada à contemporaneidade.

## Recepção da obra e críticas
Marabá foi apresentada pela primeira vez no Salão de Paris no ano de 1882. O quadro foi colocado junto a vários outros marcados pelo aspecto da nudez, devido à capacidade da técnica demonstrar as habilidades dos pintores da época em retratar a anatomia humana com precisão. Marabá, especificamente, é visto como um nu que constrói um discurso sobre o corpo imaginário do determinado momento histórico em que foi pintado. Ele é um nu mais realístico, com um enfoque muito mais definido no corpo da personagem do que no ambiente, ao contrário de outros nus da época.
De um modo geral, Marabá foi uma obra bem recebida pela crítica e pelo júri do Salon, que a aprovou para a exposição daquele ano. Em especial, recebeu crítica positiva de Alexandre Cabanel (1823-1889), professor de Amoedo.[carece de fontes?]
No entanto, sua recepção no Brasil não foi totalmente positiva. A mudança estética realizada por Amoedo - descrita em maiores detalhes na seção Análise - em relação ao poema de Gonçalves Dias foi um aspecto criticado por parte dos especialistas, como Gonzaga Duque e Oscar Guanabarino.
Os jornalistas brasileiros correspondentes que estavam na França cobrindo o evento por vezes citaram Marabá em suas reportagens, como foi o caso da Gazeta de Notícias e do jornal O Globo (que classificou a obra de Amoedo como um quadro de “subido valor artístico”). No mesmo ano, foi emitido o Relatório do Diretor da Academia de Belas Artes, no qual a obra de Amoedo foi avaliada também de maneira positiva.